# Lolo Zouaï
Laureen Rebeha Zouaï (zoo- EYE ), más conocida como Lolo Zouaï,  es una cantante, compositora y productora estadounidense de R&B y pop nacida en París, Francia. Nacida de madre francesa y padre argelino. Cuando tenía 3 meses de edad, Zouaï se mudó a San Francisco, California junto a sus padres. En 2013, se graduó de escuela secundaria Lowell, en la misma ciudad. El 19 de abril de 2019, lanzó su álbum debut, High Highs to Low Lows, el cual recibió una calificación de 7.5 sobre 10 en Pitchfork. El diario británico, The Guardian, la presentó como ''one to watch'' en abril de 2019.  Coescribió "Still Down", canción perteneciente al álbum homónimo de la cantante H.E.R, quien ganó un premio Grammy al Mejor Álbum de R&B. Después de haber sido telonera de Dua Lipa en la etapa norteamericana del Future Nostalgia Tour, Lolo lanzó su segundo álbum PLAYGIRL el 14 de octubre de 2022. Anunció el PLAYGIRL World Tour programado para el año 2023. En noviembre de 2022, Forbes incluyó a Zouaï en la lista ''30 under 30'' de músicos.

## Discografía

### Álbumes
- High Highs to Low Lows (2019)[2]
- PLAYGIRL (2022)

### EPs
- Ocean Beach (2019)
- Beautiful Lies (2020)
- Please Hold (2024)

### Sencillos
- "So Real" (2016)
- "IDR" (2016)
- "High Highs to Low Lows" (2017)
- "Blue" (2018)
- "Brooklyn Love" (2018)
- "Desert Rose" (2018)
- "For the Crowd" (2018)
- "Challenge" (2018)
- "Ride" (2019)
- "Moi" (2019)
- "It's My Fault" (2020)
- "Alone with You" (2020)
- "Beautiful Lies (Cold)" (2020)
- "Galipette" (2021)
- "Scooter" (2021)
- "Give Me a Kiss" (2022)
- "Blur" (2022)
- "pl4yg1rl" (2022)
- "Crazy Sexy Dream Girl" (2022)

## Giras
Como artista principal
- Lolo Zouaï Live in Concert (2018)[4]
- High Highs to Low Lows Tour (2019)[5]
- The PLAYGIRL World Tour (2023)[6]

Como telonera
- Alina Baraz – Alina Baraz: The Tour (2018)[7]
- Dua Lipa – Future Nostalgia Tour (2022)[8]
- The Marias – The Marias: Cinema (2022)[9]